# Nassauer Haus
Nassauer Haus (pol. dom Nassau) – budynek gotycki położony w Norymberdze przy placu Lorenzer Platz. Dom jest gotycka wieżą mieszkalną z XIII wieku. Obecny kształt uzyskał po przebudowie w latach 1422–1433. Wieża została uszkodzona podczas drugiej wojny światowej i odrestaurowana w latach 1950–1954.